# マット・パーク
マシュー・テイラー・パーク（Matthew Taylor Purke , 1990年7月17日 - ）は、アメリカ合衆国・テキサス州ハリス郡スプリング出身のプロ野球選手（投手）。左投左打。

## 経歴

### プロ入り前
2009年のMLBドラフト1巡目（全体14位）でテキサス・レンジャーズから指名されたが、テキサスクリスチャン大学に進学した。

### プロ入りとナショナルズ傘下時代
2011年のMLBドラフト3巡目（全体96位）でワシントン・ナショナルズから指名され、8月15日に契約を結んだ。
2012年は傘下のA級ヘイガーズタウン・サンズで3試合に登板し、0勝2敗・防御率5.87だった。11月12日に初めて40人枠入りを果たした。
2013年はA級ヘイガーズタウンで6試合に登板。1勝1敗の成績で、7月にA+級ポトマック・ナショナルズに昇格。この年は12試合に登板し、5勝3敗・防御率4.43だった。
2014年3月13日にAA級ハリスバーグ・セネターズへ異動した。7月にトミー・ジョン手術を受けた。11月14日に一旦FAとなるが、17日にマイナー契約で再契約した。
2015年11月18日に再びFAとなった。

### ホワイトソックス時代
2015年12月15日にシカゴ・ホワイトソックスとマイナー契約を結んだ。
2016年の開幕は傘下のAAA級シャーロット・ナイツで迎え、5月13日にメジャー初昇格を果たし、25人枠入りした。20日のカンザスシティ・ロイヤルズ戦でメジャーデビュー。この年は最終的に12試合に登板したが、防御率5.50・18.0イニングで12四球と結果を残せなかった。オフの12月14日にデレク・ホランドの加入に伴ってDFAとなり、21日に40人枠を外れる形でAAA級シャーロットへ配属された。

## 詳細情報

### 背番号
- 64 (2016年)